# Signat
Dans le domaine du journalisme, le signat est la rubrique d'un article qui comporte la signature du journaliste, généralement accompagnée de la date de publication de l'article.

## Terminologie
Le terme signat est recensé dès le XVIe siècle au sens de « signature », selon le Dictionnaire de l’ancienne langue française et de tous ses dialectes du IXe au XVe siècle de Godefroy.
Son usage est aujourd'hui restreint au seul domaine du journalisme. En Europe, on emploie parfois le terme byline (aussi écrit by-line), emprunté à l'anglais, comme synonyme de signat. Effet de l'arbitraire du signe, l'anglicisme byline est homographe du russisme byline. Au Québec, signat est parfois remplacé par signet, québécisme sémantique qui est le vocable d'un polysème.